# Zastava M85
Zastava M85 je karabin kalibra 5.56 mm kojeg je razvila i proizvodila srpska vojna industrija Zastava Oružje iz Kragujevca.

## Karakteristike
M85 je karabinska inačica automatske puške Zastava M90. Radi na pozajmnicu plinova, hlađen je zrakom te ima promjenjivi mod paljbe. Identičan je s karabinom Zastava M92 a razlikuju se po kalibru i STANAG okviru koji koristi M85.
Karabin je temeljen na sovjetskom AKMSU i koristi streljivo kalibra 5.56×45mm NATO. Zbog toga se javlja problem nepouzdanosti jer je zapadno streljivo neprikladno za oružje temeljeno na Kalašnjikovu.

## Vidjeti također
- Zastava M90: automatska puška na temelju koje je razvijen karabin M85.
- Zastava M92: karabin koji koristi streljivo kalibra 7.62×39mm.

## Vanjske poveznice
- Službena stranica Zastave Arms
- Zastava.arms.co.yu - Vojni program